# Kapince
Kapince es un municipio del distrito de Nitra en la región de Nitra, Eslovaquia, con una población estimada a final del año 2024 de 172 habitantes.
Se encuentra ubicado en el centro-oeste de la región, en el valle del río Nitra (cuenca hidrográfica del Danubio) y cerca de la frontera con la región de Trnava.

## Demografía
| Año        | 1994 | 2004 | 2014    | 2024    |
| ---------- | ---- | ---- | ------- | ------- |
| Población  | 193  | 193  | 187     | 172     |
| Diferencia |      | +0 % | −3,10 % | −8,02 % |

| Año        | 2023 | 2024    |
| ---------- | ---- | ------- |
| Población  | 178  | 172     |
| Diferencia |      | −3,37 % |